# عشق شاهزاده خانم
عشق شاهزاده خانم (کره‌ای: 공주의 남자; لاتین‌نویسی اصلاح‌شده: Gongju-eui Namja) یک مجموعهٔ تلویزیونی کره جنوبی سال ۲۰۱۱ است و پارک شی هو، مون چه وون، کیم یونگ چول، سونگ جونگ هو، هونگ سو هیون و لی سون جه در آن به ایفای نقش پرداختند. عشق شاهزاده خانم یک درام تاریخی است که عشق ممنوعهٔ بین دختر شاهزاده بزرگ سویانگ و پسر کیم جونگ سو، مخالف سیاسی او را روایت می‌کند. این مجموعه از ۲۰ ژوئیه تا ۶ اکتبر ۲۰۱۱، روزهای چهارشنبه و پنجشنبه ساعت ۲۱:۵۵ (کی‌اس‌تی) از کی‌بی‌اس۲ برای ۲۴ قسمت روی آنتن رفت.

## بازیگران

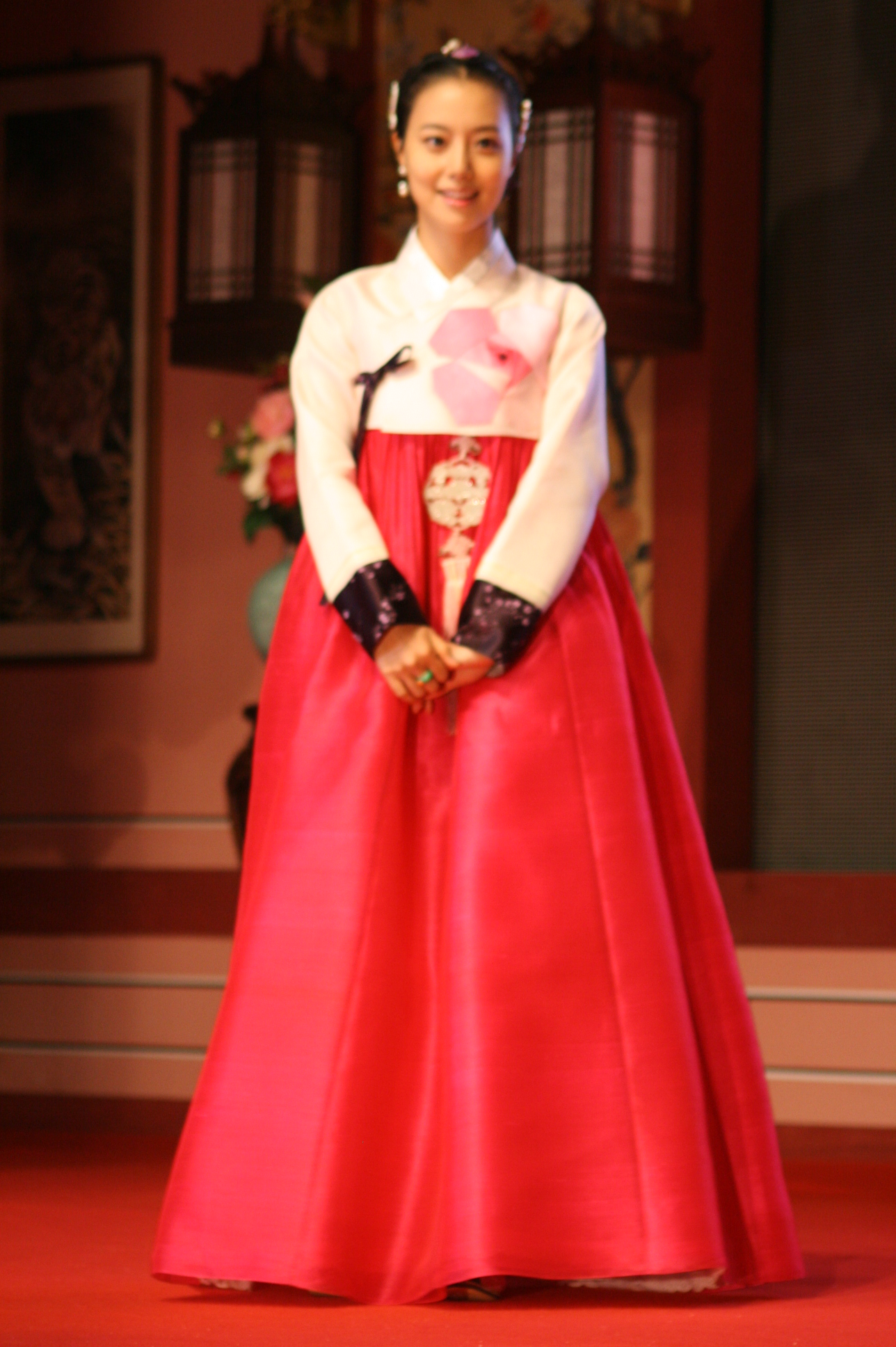
مون چه وون

### اصلی
- مون چه وون در نقش لی سه ریونگ (이세령, 李世姈)
- پارک شی هو در نقش کیم سونگ یو (김승유, 金承琉)
- کیم یونگ چول در نقش شاهزاده بزرگ سویانگ (수양대군, 首陽大君)
- هونگ سو هیون در نقش شاهدخت گیونگ‌هه (경혜공주, 敬惠公主)[۷][۸]
- سونگ جونگ هو در نقش شین میون (신면, 申沔)
- لی سون جه در نقش کیم جونگ سو (김종서, 金宗瑞)